# 콘 파펭 폭포
콘 폭포와 파펭 폭포(라오어: ນ້ຳຕົກຕາດຄອນພະເພັງ; 크메르어: ល្បាក់ខោន, Lbak Khaon)는 함께 라오스 남부의 메콩강에 위치한 폭포를 형성하며, 캄보디아 국경 근처 참파삭주에 있다. 여러 물줄기의 한쪽 끝에서 다른 쪽 끝까지 너비가 10,783미터(35,376피트 또는 6.7마일)로 세계에서 가장 넓은 폭포이다.
콘 폭포는 동남아시아에서 가장 큰 폭포이며, 메콩강이 중화인민공화국까지 완전히 항해할 수 없는 주요 원인이다. 이 폭포는 수천 개의 섬과 셀 수 없이 많은 수로로 특징지어지며, 이 지역에 '4천 개의 섬'이라는 이름인 시판돈을 부여한다.
가장 높은 폭포는 21 미터 (69 ft)에 달하며, 연속적인 급류는 강 길이의 9.7 km (6.0 mi)에 걸쳐 뻗어 있다. 폭포의 평균 유량은 거의 11,000 m3/s (390,000 cu ft/s)이며, 기록된 최고 유량은 49,000 m3/s (1,700,000 cu ft/s) 이상이다.

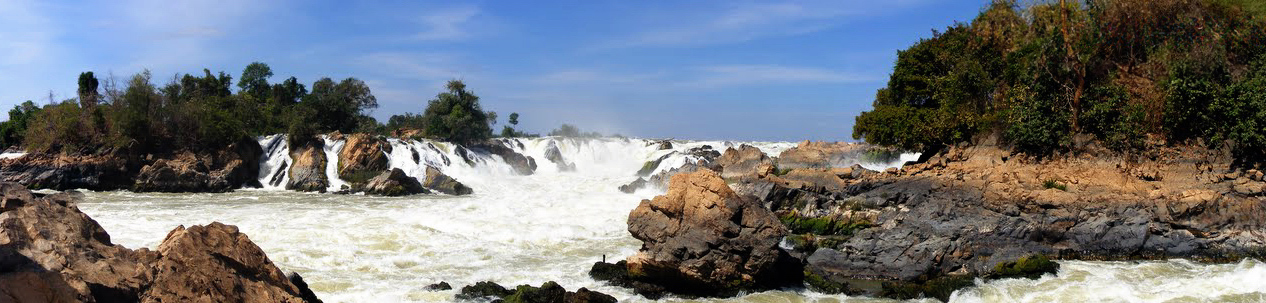
콘 파펭 폭포

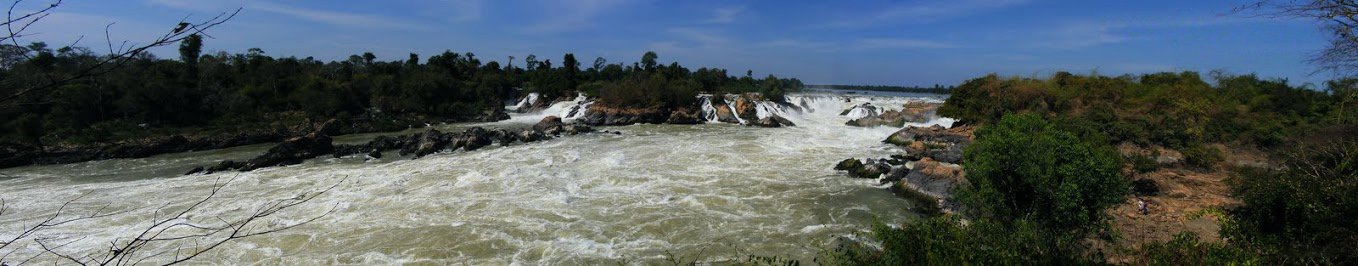
콘 파펭 폭포

## 항해 노력
콘 폭포가 메콩강의 선박 교통을 막아 중국을 오가는 것을 방해했기 때문에, 19세기 말 프랑스 식민주의자들은 폭포를 항해하기 위해 반복적으로 시도했다. 그들의 노력은 실패했고, 이는 돈 뎃–돈 콘 철도를 돈 뎃과 돈 콘 섬에 건설하는 결과를 낳았다.

## 야생동물
헤미미존 코넨시스 (Hemimyzon khonensis)는 콘 폭포의 메콩강에서 채집된 단일 표본으로 알려진 언덕흐름 미꾸라지의 한 종이다. 이 폭포는 세계에서 가장 큰 민물고기라고 알려진 멸종 위기종인 플라북 (메기목)의 서식지이다. 플라북은 3 m (10 ft)의 길이와 최대 293 킬로그램 (646 lb)의 무게에 달한다고 알려져 있다.

## 같이 보기
- 폭포 목록
- 유량별 폭포 목록